# Miracolo di Berna
Miracolo di Berna è il soprannome dato all'incontro di calcio tra Germania Ovest e Ungheria, giocato al Wankdorfstadion di Berna il 4 luglio 1954, valevole per la finale del mondiale di calcio 1954 vinto, contro tutti i pronostici, dai tedeschi occidentali per 3-2 dopo essere stati in svantaggio nei primi minuti per 0-2.
Sulla partita rimasero dubbi legati ai sospetti di doping praticato dai giocatori tedeschi. Alcuni calciatori della nazionale campione del mondo si ammalarono di infezione itterica pochi giorni dopo il termine della rassegna iridata.

## Le squadre
| Squadra        | Finali disputate in precedenza (il grassetto indica la vittoria) |
| -------------- | ---------------------------------------------------------------- |
| Germania Ovest | Nessuna                                                          |
| Ungheria       | 1 (1938)                                                         |

## Antefatti
L'Ungheria, alla vigilia del torneo, era considerata la grande favorita per la vittoria finale; la cosiddetta "squadra d'oro" (Aranycsapat) aveva imposto negli ultimi anni una netta superiorità tecnica e tattica. Costituita da una vera "generazione di fenomeni", la formazione magiara divenne presto la squadra più forte del mondo e tra le più grandi squadre della storia del calcio, se non la più grande in assoluto: aveva vinto l'oro olimpico nel 1952, la Coppa Internazionale 1948-1953 e, nello stesso anno, aveva espugnato Wembley battendo l'Inghilterra 6-3, diventando la prima squadra non britannica a battere gli inglesi in casa loro, per poi ribatterla per 7-1 a Budapest poco prima dell'inizio del mondiale. L'Aranycsapat era imbattuto da quattro anni e ventotto gare.
A differenza dell'Ungheria, la Germania Ovest, alla vigilia del mondiale, non era considerata tra le favorite; fino a quel momento il miglior risultato ottenuto dai tedeschi era stato il 3º posto al mondiale del 1934. La nazionale teutonica tornava a disputare la fase finale di un campionato mondiale di calcio dopo l'esclusione dall'edizione del 1950 su volere della FIFA per via della seconda guerra mondiale.

## Cammino verso la finale
Dopo il facile esordio del campionato mondiale in Svizzera vinto 9-0 contro la Corea del Sud, la "squadra d'oro" aveva battuto per 8-3 la Germania Ovest (quattro gol di Sándor Kocsis, doppietta di Nándor Hidegkuti, gol di Ferenc Puskás e József Tóth), vincendo il proprio girone e qualificandosi a punteggio pieno.
Nei quarti di finale e in semifinale l'Ungheria dovette affrontare due difficili partite contro le forti squadre sudamericane del Brasile e dell'Uruguay; i verdeoro furono sconfitti 4-2 dopo una partita durissima e violenta passata alla storia come la "battaglia di Berna", mentre i campioni del mondo uscenti dell'Uruguay furono sconfitti solo ai tempi supplementari 4-2 in una partita giudicata una delle più belle della storia del calcio.
L'Aranycsapat quindi si qualificò secondo pronostico per la finalissima di Berna, ma la squadra cominciava a mostrare i primi segni di affaticamento e di indebolimento. Dopo le dure partite con Brasile e Uruguay, i magiari erano stanchi fisicamente e psicologicamente; il fuoriclasse Puskás lamentava ancora problemi alla caviglia dopo il fallo subito dal tedesco Liebrich nella partita del primo turno; la coesione all'interno della squadra si stava indebolendo; non mancarono alla vigilia della finale liti tra giocatori e polemiche sull'opportunità di far giocare Puskás nonostante le precarie condizioni fisiche.
Nel primo turno, per la Germania Ovest, dopo l'esordio contro la Turchia vinto 4-1, arrivò la sconfitta per 8-3 contro gli ungheresi che rese necessario uno spareggio contro i turchi (secondi a pari punti). L'incontro venne vinto 7-2 e, nei turni successivi, la Germania Ovest eliminò la Jugoslavia per 2-0 (quarti di finale) e l'Austria per 6-1 (semifinale), qualificandosi per la prima volta nella storia ad una finale di Coppa del Mondo.

### Tabella riassuntiva del percorso
Note: In ogni risultato sottostante, il punteggio della finalista è menzionato per primo.
| Pos. | Squadra        | Pt | G | V | N | P | GF | GS | DR  |
| ---- | -------------- | -- | - | - | - | - | -- | -- | --- |
| 1.   | Ungheria       | 4  | 2 | 2 | 0 | 0 | 17 | 3  | +14 |
| 2.   | Germania Ovest | 2  | 2 | 1 | 0 | 1 | 7  | 9  | -2  |
| 3.   | Turchia        | 2  | 2 | 1 | 0 | 1 | 8  | 4  | +4  |
| 4.   | Corea del Sud  | 0  | 2 | 0 | 0 | 2 | 0  | 16 | -16 |

| Pos. | Squadra        | Pt | G | V | N | P | GF | GS | DR  |
| ---- | -------------- | -- | - | - | - | - | -- | -- | --- |
| 1.   | Ungheria       | 4  | 2 | 2 | 0 | 0 | 17 | 3  | +14 |
| 2.   | Germania Ovest | 2  | 2 | 1 | 0 | 1 | 7  | 9  | -2  |
| 3.   | Turchia        | 2  | 2 | 1 | 0 | 1 | 8  | 4  | +4  |
| 4.   | Corea del Sud  | 0  | 2 | 0 | 0 | 2 | 0  | 16 | -16 |

## La partita
L'incontro, disputato a Berna davanti a 64.000 spettatori, venne preceduto da una forte pioggia che rese il terreno molle e favorevole alla maggiore potenza atletica dei tedeschi. L'Ungheria iniziò con grande efficacia e al 6' Ferenc Puskás mise a segno il gol dell'1-0; il giocatore alla fine era stato inserito nella formazione nonostante zoppicasse leggermente a causa dell'infortunio alla caviglia. Dopo due minuti un errore del difensore tedesco Kohlmeyer favorì la seconda segnatura ungherese; il suo errato passaggio indietro al portiere Toni Turek diede modo a Zoltán Czibor di inserirsi in area e realizzare il 2-0.
Nonostante l'inizio disastroso tuttavia i tedeschi non si demoralizzarono e al contrario reagirono rapidamente mostrando grande agonismo; già al 10' Max Morlock sfruttò a sua volta un incauto passaggio al portiere Grosics del difensore magiaro Zakarias per segnare il 2-1; al 18' Helmut Rahn riuscì addirittura a pareggiare inserendosi in area su calcio d'angolo battuto da Fritz Walter, sorprendendo la difesa avversaria. Nei minuti successivi gli ungheresi reagirono all'inaspettato pareggio e all'inattesa forza dei tedeschi e sembrarono in grado di riprendere il sopravvento nonostante le precarie condizioni di Puskás; i giocatori magiari colpirono un palo, il portiere tedesco Turek effettuò una serie di eccellenti parate e il difensore Kohlmeyer salvò sulla linea di porta. I tedeschi riuscirono in qualche modo a terminare il primo tempo sul 2-2.
Il secondo tempo venne giocato in un campo ancor più allentato a causa di una ripresa della pioggia; gli ungheresi giocarono costantemente all'attacco, colpirono una traversa e mancarono una serie di occasioni, ma i tedeschi si batterono accanitamente mostrando una eccellente tenuta atletica. A sei minuti dalla fine dei tempi regolamentari, sotto un cielo nuvoloso e con la visibilità in diminuzione per l'avvicinarsi del tramonto, si svolse una confusa azione in area ungherese: dopo una respinta di Lantos la palla venne agganciata da Rahn al limite dell'area, l'attaccante tedesco si portò verso il centro e fece partire un diagonale rasoterra di sinistro che si infilò in rete sulla destra del portiere Grosics. La Germania Ovest passò quindi in vantaggio 3-2.
Gli ultimi minuti della partita furono drammatici, gli ungheresi cercarono disperatamente il pareggio; all'86' Puskás, pur claudicante, effettivamente andò in rete con un tiro di sinistro in area ma l'arbitro inglese Ling, su indicazione del guardalinee gallese Benjamin Griffiths, annullò per un fuorigioco molto dubbio. All'ultimo minuto Czibor mancò un'ennesima occasione tirando da pochi metri sul portiere Turek.
L'incontro terminò quindi 3-2 per la Germania Ovest che riuscì nell'incredibile impresa di battere la "squadra d'oro"; al termine della partita il capitano ungherese Puskás strinse sportivamente la mano al capitano tedesco Fritz Walter.

## Tabellino
| Arbitro: | Ling |

|                           |           |                     |
| Morlock 10’ Rahn 18’, 84’ | Marcatori | 6’ Puskás 8’ Czibor |

### Formazioni
| Germania Ovest | Ungheria |

| Germania Ovest(3-2-2-3) |  |                  |
|                         |  |                  |
| 1                       |  | Toni Turek       |
| 7                       |  | Josef Posipal    |
| 3                       |  | Werner Kohlmeyer |
| 6                       |  | Horst Eckel      |
| 10                      |  | Werner Liebrich  |
| 8                       |  | Karl Mai         |
| 12                      |  | Helmut Rahn      |
| 13                      |  | Max Morlock      |
| 15                      |  | Ottmar Walter    |
| 16                      |  | Fritz Walter     |
| 20                      |  | Hans Schäfer     |
| CT:                     |  |                  |
| Sepp Herberger          |  |                  |

| Ungheria(3-2-3-2) |  |                  |
|                   |  |                  |
| 1                 |  | Gyula Grosics    |
| 2                 |  | Jenő Buzánszky   |
| 4                 |  | Mihály Lantos    |
| 5                 |  | József Bozsik    |
| 3                 |  | Gyula Lóránt     |
| 6                 |  | József Zakariás  |
| 11                |  | Zoltán Czibor    |
| 8                 |  | Sándor Kocsis    |
| 9                 |  | Nándor Hidegkuti |
| 10                |  | Ferenc Puskás    |
| 20                |  | Mihály Tóth      |
| CT:               |  |                  |
| Gusztáv Sebes     |  |                  |

| Assistenti arbitrali: Vincenzo Orlandini (Italia) Sandy Griffiths (Galles) |

MVP : Toni Turek (Germania)

## Il dopopartita

### Le polemiche
A distanza di alcuni mesi dalla partita, quasi tutti i giocatori tedeschi furono colpiti da epatite: si parlò di "pratiche dopanti" impiegate dalla nazionale della Germania Ovest che avevano favorito la vittoria nel mondiale. La FIFA tuttavia non svolse alcuna inchiesta ufficiale per risolvere la questione.

### Impatto sociale
Quella partita ebbe un forte impatto sociale nella storia della Germania dal dopoguerra, sia perché da solo pochi anni lo stato tedesco era stato diviso in due repubbliche, una federale filo occidentale e una orientale filo-comunista, sia perché era la prima volta dal 1945 che l'inno nazionale tedesco veniva suonato in pubblico.
Nel 2003 venne girato un film dedicato a questo evento, intitolato Il miracolo di Berna, e anche un filmato Lego di 11 minuti dal titolo Die Helden von Bern.
Il 3 dicembre 2021 muore Horst Eckel, ultimo sopravvissuto tra i calciatori scesi in campo in occasione della finale.